# Charles Bacon
Charles James Bacon, Jr.  (Nova York, 9 de gener de 1885 - Fort Lauderdale, Florida, 15 de novembre de 1968) va ser un atleta estatunidenc que va competir a principis del segle xx i que participà en tres edicions dels Jocs Olímpics.
El 1904 va prendre part en els Jocs Olímpics de Saint Louis, on disputà els 1500 metres del programa d'atletisme, en què acabà en 9a posició.
Als Jocs Intercalats d'Atenes de 1906 va disputar dues proves: els 400 i els 800 metres, acabant en 5a i 6a posició respectivament.
La darrera participació en uns Jocs fou el 1908, a Londres, on guanyà la medalla d'or en la cursa dels 400 metres tanques, en superar a Harry Hillman i Leonard Tremeer en la final. Els 55.0" amb què guanyà la cursa suposaren un nou rècord del món.